# Danh sách tập phim Inu Yasha
Đây là danh sách các tập phim hoạt hình InuYasha được thực hiện bởi hãng Sunrise, nội dung dựa trên 359 chương đầu của manga cùng tên của tác giả Takahashi Rumiko, có thêm một số tình tiết và nhân vật mới. Loạt phim hoạt hình gồm 193 tập, được trình chiếu trên Animax tiếng Nhật từ ngày 16 tháng 10 năm 2000 đến 29 tháng 3 năm 2010
Ở Bắc Mỹ, Inu Yasha được giữ bản quyền bởi Viz Media và đã được phát sóng trên Cartoon Network như một phần của chương trình Adult Swim từ ngày 31 tháng 12 năm 2002 đến ngày 27 tháng 10 năm 2006, sau đó các tập phim lại tiếp tục được chiếu xoay vòng cho tới năm 2009. Tại Canada, Inu Yasha được phát sóng trên chương trình Bionix của kênh YTV từ ngày 9 tháng 5 năm 2003 tới 1 tháng 12 năm 2006, và được phát lại cho đến ngày 12 tháng 10 năm 2007.

## Danh sách các tập phim

### Mùa 1: tập 1 - 27
| STT | Tên tập phim | Ngày phát sóng gốc        |
| --- | --- | ------------------------- |
| 1   | "Cô thiếu nữ vượt thời gian và người thiếu niên bị phong ấn" "Jidai o Koeta Shōjo to Fūinsareta Shōnen" (時代（とき）を越えた少女と封印された少年) | ngày 16 tháng 10 năm 2000 |
| 2   | "Những kẻ tìm kiếm ngọc Tứ Hồn" "Shikon no Tama o Nerau Monotachi" (四魂の玉を狙う者たち)                                                          | ngày 23 tháng 10 năm 2000 |
| 3   | "Rơi xuống vực sâu rồi quay trở lại !" "Honekui no Ido kara Tadaima!" (骨喰いの井戸からただいまっ！)                                               | ngày 30 tháng 10 năm 2000 |
| 4   | "Yura, kẻ điều khiển tóc" "Sakasagami no Yōma Yūra" (逆髪の妖魔 結羅)                                                                              | ngày 6 tháng 11 năm 2000  |
| 5   | "Sát thủ quý tộc, Sesshoumaru" "Senritsu no Kikōshi Sesshōmaru" (戦慄の貴公子 殺生丸)                                                              | ngày 13 tháng 11 năm 2000 |
| 6   | "Thiết Toái nha, thánh kiếm bí ẩn" "Bukimina Youtō Tetsusaiga" (不気味な妖刀 鉄砕牙)                                                               | ngày 20 tháng 11 năm 2000 |
| 7   | "Inuyasha và Sesshoumaru giao đấu !" "Gekitaiketsu! Sesshōmaru tai Tetsusaiga!" (激対決！ 殺生丸ＶＳ鉄砕牙!!)                                      | ngày 27 tháng 11 năm 2000 |
| 8   | "Yêu quái ếch Điện hạ" "Tono Yōkai Tsukumo no Gama" (殿様妖怪 九十九の蝦蟇)                                                                        | ngày 4 tháng 12 năm 2000  |
| 9   | "Thất Bảo xuất hiện ! Anh em Sấm Sét Phi Thiên và Mạn Thiên" "Shippō Tōjō! Raijū Kyōdai Manten Hiten" (七宝登場！ 雷獣兄弟 飛天満天!!)             | ngày 11 tháng 12 năm 2000 |
| 10  | "Anh em Sấm Sét giao đấu với Thiết Toái nha" "Yōtō Gekitotsu! Raigekijin tai Tetsusaiga" (妖刀激突！ 雷撃刃ＶＳ鉄砕牙!!)                           | ngày 18 tháng 12 năm 2000 |
| 11  | "Tai ương của chiếc mặt nạ thịt" "Gendai ni Yomigaeru Noroi no Nōmen" (現代によみがえる呪いの能面)                                                 | ngày 15 tháng 1 năm 2001  |
| 12  | "Đồng Yêu thổi sáo và linh hồn nhỏ bé kỳ lạ" "Tatari Mokke to Chīsaina Akuryō" (タタリモッケと小さな悪霊)                                          | ngày 22 tháng 1 năm 2001  |
| 13  | "Bí ẩn đêm trăng non: Khuyển Dạ Xoa với mái tóc đen" "Shingetsu no Nazo! Kurogami no Inuyasha" (新月の謎 黒髪の犬夜叉)                             | ngày 29 tháng 1 năm 2001  |
| 14  | "Bình tro bị đánh cắp của Cát Cánh" "Nusumareta Kikyō no Reikotsu" (盗まれた桔梗の霊骨)                                                            | ngày 5 tháng 2 năm 2001   |
| 15  | "Vu nữ bi vận Cát Cánh sống lại" "Hiun no Miko Kikyō Fukkatsu" (悲運の巫女 桔梗復活)                                                               | ngày 12 tháng 2 năm 2001  |
| 16  | "Phong huyệt trên cánh tay phải của pháp sư bất lương Di Lặc" "Migi Te ni Kazāna Furyō Hōshi Miroku" (右手に風穴 不良法師 弥勒)                    | ngày 19 tháng 2 năm 2001  |
| 17  | "Hộp mực ma quái của người họa sĩ gian tà" "Jigoku Eshi no Kegareta Sumi" (地獄絵師の汚れた墨)                                                     | ngày 26 tháng 2 năm 2001  |
| 18  | "Nại Lạc câu kết với Sát Sinh Hoàn" "Te O Kunda Naraku to Sesshoumaru" (手を組んだ奈落と殺生丸)                                                    | ngày 5 tháng 3 năm 2001   |
| 19  | "Về nhà đi, A Li ! Về thời đại của cô đi !" "Kaere, Kagome! Omae no Jidai ni" (帰れ、かごめ！ お前の時代に)                                        | ngày 12 tháng 3 năm 2001  |
| 20  | "Kẻ bất lương hèn hạ ! Bí ẩn của Nhện quỷ !" "Asamashiki Yatō, Onigumo no Nazo" (あさましき野盗 鬼蜘蛛の謎)                                        | ngày 19 tháng 3 năm 2001  |
| 21  | "Chân tướng thật sự của Nại Lạc" "Naraku no Shinjitsu ni Semaru Kikyō no tamashī zenpen" (奈落の真実に迫る桔梗の魂 前編)                           | ngày 9 tháng 4 năm 2001   |
| 22  | "Nụ cười bí ẩn; Linh hồn lang thang của Cát Cánh" "Naraku no Shinjitsu ni Semaru Kikyō no tamashī kōhen" (奈落の真実に迫る桔梗の魂 後編)           | ngày 9 tháng 4 năm 2001   |
| 23  | "Tiếng gọi của A Li và nụ hôn của Cát Cánh" "Kagome no Koe to Kikyō no Kuchizuke" (かごめの声と桔梗の口づけ)                                       | ngày 16 tháng 4 năm 2001  |
| 24  | "Yêu quái Thoái trị ốc San Hô xuất hiện !" "Yōkaitaijiya, Sango Tōjō!" (妖怪退治屋 珊瑚登場！)                                                     | ngày 23 tháng 4 năm 2001  |
| 25  | "Mưu kế xảo quyệt của Nại Lạc" "Naraku no Bōryaku o Uchi Yabure!" (奈落の謀略をうち破れ！)                                                         | ngày 7 tháng 5 nằm 2001   |
| 26  | "Bí mật của viên ngọc Tứ Hồn" "Tsui ni Akasareta Shikon no Himitsu" (ついに明かされた四魂の秘密)                                                   | ngày 14 tháng 5 năm 2001  |
| 27  | "Vị thủy thần gian tà của chiếc hồ hắc ám" "Suijin ga Shihaisuru Yami no Mizūmi" (水神が支配する闇の湖)                                            | ngày 21 tháng 5 năm 2001  |

### Mùa 2: tập 28—54
| STT | Tên tập phim | Ngày phát sóng gốc        |
| --- | --- | ------------------------- |
| 28  | "Di Lặc pháp sư rơi vào cái bẫy tàn khốc" "Kakokuna Wana ni Kakatta Miroku" (過酷な罠にかかった弥勒)                                                      | ngày 28 tháng 5 năm 2001  |
| 29  | "Nỗi đau của San Hô và tính mệnh của Hổ Phách" "Sango no Kunou to Kohaku no Inochi" (珊瑚の苦悩と琥珀の命)                                                | ngày 4 tháng 6 năm 2001   |
| 30  | "Thiết Toái nha bị lấy cắp ! Quyết chiến tại ngôi thành của Nại Lạc !" "Nusumareta Tetsusaiga Taiketsu Naraku no Shiro!" (盗まれた鉄砕牙 対決 奈落の城！) | ngày 11 tháng 6 năm 2001  |
| 31  | "Yêu quái Điện Điện Nhi tốt bụng nhưng luôn ưu sầu" "Kokoroyasashiki Aishū no Jinenji" (心優しき哀愁の地念児)                                             | ngày 18 tháng 6 năm 2001  |
| 32  | "Cát Cánh và Khuyển Dạ Xoa trong tà khí" "Jaki ni Ochita Kikyō to Inuyasha" (邪気に落ちた桔梗と犬夜叉)                                                    | ngày 25 tháng 6 năm 2001  |
| 33  | "Cát Cánh bị bắt giữ bởi Nại Lạc" "Torawareta Kikyō to Naraku" (囚われた桔梗と奈落)                                                                       | ngày 2 tháng 7 năm 2001   |
| 34  | "Thiết Toái nha và Thiên Sinh nha" "Tenseiga to Tetsusaiga" (天生牙と鉄砕牙)                                                                              | ngày 9 tháng 7 năm 2001   |
| 35  | "Người sở hữu thật sự của thanh kiếm lừng danh" "Meitō ga Erabu Shin no Tsukai Te" (名刀が選ぶ真の使い手)                                                 | ngày 16 tháng 7 năm 2001  |
| 36  | "A Li bị bắt cóc ! Yêu quái sói siêu tốc Cương Nha !" "Kagome Ryakudatsu! Chōsoku no Yōrō Kōga!" (かごめ略奪！ 超速の妖狼 鋼牙)                           | ngày 23 tháng 7 năm 2001  |
| 37  | "Kẻ phải lòng A Li" "Kagome ni Horeta Aitsu" (かごめに惚れたあいつ)                                                                                       | ngày 30 tháng 7 năm 2001  |
| 38  | "Hai trái tim, một ý nghĩ" "Hanarete Kayō Futari no Kimochi" (はなれて通うふたりの気持ち)                                                                 | ngày 6 tháng 8 năm 2001   |
| 39  | "Bị gài bẫy vào một trận tử chiến" "Shikumareta Shitō" (仕組まれた死闘)                                                                                   | ngày 13 tháng 8 năm 2001  |
| 40  | "Chiếc bẫy chết người của Thần Lạc, sứ giả của gió" "Kazetsukai Kagura no Yōennaru Wana" (風使い神楽の妖艶なる罠)                                         | ngày 20 tháng 8 năm 2001  |
| 41  | "Điệu nhảy của Thần Lạc và chiếc gương của Vô Thần" "Kagura no Mai to Kanna no Kagami" (神楽の舞と神無の鏡)                                               | ngày 27 tháng 8 năm 2001  |
| 42  | "Phong chi thương bị vô hiệu hoá" "Yaburareta Kaze no Kizu" (破られた風の傷)                                                                              | ngày 3 tháng 9 năm 2001   |
| 43  | "Thiết Toái nha bị vỡ !" "Tsuini Oreta Tetsusaiga!" (ついに折れた鉄砕牙！)                                                                                | ngày 10 tháng 9 năm 2001  |
| 44  | "Thanh kiếm tà ác của Hôi Nhẫn Phường" "Kaijinbō no Jaakuna Tsurugi" (灰刃坊の邪悪な剣)                                                                   | ngày 17 tháng 9 năm 2001  |
| 45  | "Sát Sinh Hoàn, chủ nhân Nanh quỷ" "Sesshōmaru, Tōkijin o Furū" (殺生丸、闘鬼神を振るう)                                                                  | ngày 10 tháng 8 năm 2001  |
| 46  | "Thú Lang Hoàn và Ảnh Lang Hoàn" "Jūroumaru to Kagerōmaru" (獣郎丸と影郎丸)                                                                               | ngày 15 tháng 10 năm 2001 |
| 47  | "Trái tim Nhện quỷ còn sót lại trong cơ thể Nại Lạc" "Naraku ni Nokoru Onigumo no kokoro" (奈落に残る鬼蜘蛛の心)                                          | ngày 22 tháng 10 năm 2001 |
| 48  | "Trở về nơi chúng ta gặp nhau lần đầu tiên" "Deatta Basho ni Kaeritai!" (出会った場所に帰りたい!)                                                         | ngày 29 tháng 10 năm 2001 |
| 49  | "Ký ức bị thất lạc của Hổ Phách" "Ushinawareta Kohaku no Kioku" (失われた琥珀の記憶)                                                                      | ngày 5 tháng 11 năm 2001  |
| 50  | "Khuôn mặt không thể nào quên" "Ano Kao ga Kokoro kara Kienai" (あの顔が心から消えない)                                                                   | ngày 12 tháng 11 năm 2001 |
| 51  | "Tâm hồn của Khuyển Dạ Xoa bị tàn phá" "Kokoro wo kuwa re ta Inuyasha" (心を喰われた犬夜叉)                                                               | ngày 19 tháng 11 năm 2001 |
| 52  | "Dừng lại, bản tính yêu quái !" "Tomerareni! Yōkai no Hounsho" (止められない！ 妖怪の本性)                                                                | ngày 26 tháng 11 năm 2001 |
| 53  | "Kẻ thù cũ của cha, Long Cốt Tinh" "Chichi no Shukuteki, Ryukotsusei" (父の宿敵 竜骨精)                                                                   | ngày 3 tháng 12 năm 2001  |
| 54  | "Tuyệt chiêu của Thiết Toái nha: Bộc lưu phá" "Tetsusaiga no Ougi Bakuryū" (鉄砕牙の奥義 爆流破)                                                          | ngày 10 tháng 12 năm 2001 |

### Mùa 3: tập 55-82
| STT | Tên tập phim | Ngày phát sóng gốc        |
| --- | --- | ------------------------- |
| 55  | "Bông hoa đá và mối tình đầu tiên của Thất Bảo" "Ishi no Hana to Shippō no Hatsukoi" (石の花と七宝の初恋)             | ngày 17 tháng 12 năm 2001 |
| 56  | "Người mỹ nữ đầy mê hoặc trong màn sương mờ ảo" "Kiri no Oku ni Bijo no Yūwaku" (霧の奥に美女の誘惑)                  | ngày 14 tháng 1 năm 2002  |
| 57  | "Đêm định mệnh ở Đào Nguyên hương (phần đầu)" "Subete wa Tougenkyō no Yoru ni (Zenben)" (すべては桃源郷の夜に 前編)   | ngày 21 tháng 1 năm 2002  |
| 58  | "Đêm định mệnh ở Đào Nguyên hương (phần cuối)" "Subete wa Tougenkyō no Yoru ni (Kōhen)" (すべては桃源郷の夜に 後編)   | ngày 28 tháng 1 năm 2002  |
| 59  | "Hai tỷ muội xinh đẹp mong muốn làm đệ tử" "Bishōjo Shimai no Deshīri Shigan" (美少女姉妹の弟子入り志願)              | ngày 4 tháng 2 năm 2002   |
| 60  | "Lời nguyền của nữ pháp sư đen tối năm chục tuổi" "Kuro Miko Gojūnnen no Noroi" (黒巫女 五十年の呪い)                 | ngày 11 tháng 2 năm 2002  |
| 61  | "Cát Cánh và nữ pháp sư đen tối" "Arawareta Kikyō Shikigami Tsukai" (現れた桔梗と式神使い)                            | ngày 18 tháng 2 năm 2002  |
| 62  | "Tà thuật tàn nhẫn của A Xuân" "Sokoshirene Tsubaki no Jubaku" (底知れぬ椿の呪縛)                                     | ngày 4 tháng 3 năm 2002   |
| 63  | "Hồng Bạch lưỡng pháp sư" "Ikute mo Habama Kohauku Miko" (行く手を阻む紅白巫女)                                       | ngày 11 tháng 3 năm 2002  |
| 64  | "Tên yêu quái khổng lồ trong tòa bảo tháp" "Tahoutō no Kyodaina Oni" (多宝塔の巨大な鬼)                               | ngày 18 tháng 3 năm 2002  |
| 65  | "Vĩnh biệt, những ngày tháng tuổi thanh xuân !" "Saraba Seishun no Hibi" (さらば青春の日々)                           | ngày 8 tháng 4 năm 2002   |
| 66  | "Kết giới của Nại Lạc và quyết định của Thần Lạc" "Naraku no Kekkai Kagura no Kesshin" (奈落の結界 神楽の決心)        | ngày 15 tháng 4 năm 2002  |
| 67  | "Ngọn gió hoang vu của sự phản bội" "Fukiareru Uragiri no Kaze" (吹き荒れる裏切りの風)                                | ngày 22 tháng 4 năm 2002  |
| 68  | "Thất Bảo và lá thư khiêu chiến" "Shippō e Ikari no Chosenjō" (七宝へ怒りの挑戦状)                                    | ngày 6 tháng 5 năm 2002   |
| 69  | "Nỗi sợ hãi của người đàn ông không mặt" "Kao no Nai Otoko no Kyufu" (顔のない男の恐怖)                               | ngày 13 tháng 5 năm 2002  |
| 70  | "Ký ức của Nhện quỷ đã hồi phục" "Yomigaetta Onigumo no Kioku" (よみがえった鬼蜘蛛の記憶)                             | ngày 20 tháng 5 năm 2002  |
| 71  | "Trận tử chiến tay ba" "Mitsudomoe no Shitō no Hate" (三つ巴の死闘の果て)                                             | ngày 27 tháng 5 năm 2002  |
| 72  | "Bài luyện tập quý báu của Đao Đao Trai" "Tōtōsai no Kimyōna Shiren" (刀々斎の珍妙な試練)                             | ngày 3 tháng 6 năm 2002   |
| 73  | "Hai mẹ con Tử Chức và cảm nhận của Khuyển Dạ Xoa" "Shiori Ayako to Aitsu no Kimochi" (紫織母子とアイツの気持ち)      | ngày 10 tháng 6 năm 2002  |
| 74  | "Thiết Toái nha đỏ, thanh kiếm phá kết giới" "Kekkai Yaburu Akai Tetsusaiga" (結界破る赤い鉄砕牙)                     | ngày 17 tháng 6 năm 2002  |
| 75  | "Âm mưu của 4 vị Thiên vương Báo" "Hyōneko Shitennō no Inobu" (豹猫四天王の陰謀)                                      | ngày 24 tháng 6 năm 2002  |
| 76  | "Mục tiêu: Sát Sinh Hoàn và Khuyển Dạ Xoa" "Hyōteki wa Sesshōmaru to InuYasha" (標的（ターゲット）は殺生丸と犬夜叉！) | ngày 1 tháng 7 năm 2002   |
| 77  | "Bộ tộc Báo và hai thanh Nha kiếm" "Hyōnekogoku to Futatsu no Kiba no Ken" (豹猫族とふたつの牙の剣)                   | ngày 8 tháng 7 năm 2002   |
| 78  | "Chỉ có em thôi, San Hô !" "Sango Mezashite, Onrī Yū" (珊瑚目指してオンリーユー)                                      | ngày 15 tháng 7 năm 2002  |
| 79  | "Kế hoạch đánh cắp Thiết Toái nha của Tà Kiến" "Jaken no Tetsusaiga bun Torisakusen" (邪見の鉄砕牙ブン取り作戦)       | ngày 22 tháng 7 năm 2002  |
| 80  | "Sát Sinh Hoàn và Tiểu Linh bị bắt cóc" "Sesshōmaru to Sarawareta Rin" (殺生丸とさらわれたりん)                       | ngày 29 tháng 7 năm 2002  |
| 81  | "Đứt đoạn: Nại Lạc biến mất" "Tachikireru Naraku no Yukue" (断ち切れる奈落の行方)                                     | ngày 5 tháng 8 năm 2002   |
| 82  | "Khoảng cách giữa thời Chiến quốc và thời hiện đại" "Gendai to Sengoku no Hazama" (現代と戦国のはざま)                | ngày 12 tháng 8 năm 2002  |

### Mùa 4: tập 83-110
| STT | Tên tập phim | Ngày phát sóng gốc        |
| --- | --- | ------------------------- |
| 83  | "Nữ yêu quái sói xinh đẹp và hôn ước vào đêm có cầu vồng với Mặt Trăng" "Onna Yōrōzoku to Gekkō no Yakusoku" (女妖狼族と月虹の約束)                             | ngày 19 tháng 8 năm 2002  |
| 84  | "Ứng cử viên cho chức cô dâu của Cương Nha" "Chōsoku no Hanayome Kōho" (超速の花嫁候補)                                                                         | ngày 26 tháng 8 năm 2002  |
| 85  | "Tà khí lan tỏa: thành trì của chiếc đầu yêu quái" "Jaki ga Michiru Oni no Kubi Jō" (邪気が満ちる鬼の首城)                                                      | ngày 2 tháng 9 năm 2002   |
| 86  | "Bí mật của vị tiểu thư giả trang" "Yorishiro no Hime no Himitsu" (依り代の姫の秘密)                                                                            | ngày 9 tháng 9 năm 2002   |
| 87  | "Chuyến đi cô độc của Cát Cánh" "Meguru Kikyō no Kodoku na Tabiji" (めぐる桔梗の孤独な旅路)                                                                     | ngày 16 tháng 9 năm 2002  |
| 88  | "Ba đồ đệ của vị thần vượn" "Sarugamisama no San Seirei" (猿神さまの三精霊)                                                                                     | ngày 14 tháng 10 năm 2002 |
| 89  | "Trận chiến điều dưỡng giữa hai người tình" "Aitsu to Kare Omimai Taiketsu" (アイツと彼のお見舞い対決)                                                          | ngày 21 tháng 10 năm 2002 |
| 90  | "Lời tỏ tình dũng cảm của Thảo Thái" "Omoikitta Sōta no Kokuhaku" (思いきった草太の告白)                                                                        | ngày 28 tháng 10 năm 2002 |
| 91  | "Vị pháp sư bí ẩn và cô mèo Vân Mẫu màu đen" "Ayashii Kitōshi to Kuroi Kirara" (怪しい祈祷師と黒い雲母)                                                         | ngày 4 tháng 11 năm 2002  |
| 92  | "Câu chuyện về những thây ma" "Fukkatsu Shita Monotachi no Yabō" (復活した者たちの野望)                                                                         | ngày 18 tháng 11 năm 2002 |
| 93  | "Vị pháp sư giả mạo bí ẩn" "Shutsubotsu Suru Nazo no Sukebe Hōshi" (出没する謎の助平法師)                                                                       | ngày 25 tháng 11 năm 2002 |
| 94  | "Kẻ chế tạo ngọc Tứ Hồn (phần đầu)" "Shikon no Tama o Tsukuru Mono (Zenpen)" (四魂の玉を造る者 前編)                                                            | ngày 2 tháng 11 năm 2002  |
| 95  | "Kẻ chế tạo ngọc Tứ Hồn (phần cuối)" "Shikon no Tama o Tsukuru Mono (Kōhen)" (四魂の玉を造る者 後編)                                                            | ngày 9 tháng 11 năm 2002  |
| 96  | "Tà Kiến ngã bệnh" "Byōki ni Natta Ano Jaken" (病気になったあの邪見)                                                                                            | ngày 13 tháng 1 năm 2003  |
| 97  | "Vân Mẫu, hãy trở về !" "Kaette Konai Kirara" (帰ってこない雲母)                                                                                                | ngày 20 tháng 1 năm 2003  |
| 98  | "Cát Cánh và A Li một mình trong hang động" "Kikyo and Kagome: Alone in a Cave" "Dōkutsu ni wa Kikyō to Kagome no Futari Dake" (洞窟には桔梗とかごめの二人だけ) | ngày 27 tháng 1 năm 2003  |
| 99  | "Sát Sinh Hoàn và Cương Nha, cuộc hội ngộ nguy hiểm" "Sesshōmaru to Kōga Kiken Sōgū" (鋼牙と殺生丸 危険な遭遇)                                                  | ngày 3 tháng 2 năm 2003   |
| 100 | "Sự thực của Ác mộng: Trận chiến của khu rừng Đau khổ" "Akumu no Shinjitsu Nageki no Muri no Tatakai" (悪夢の真実 嘆きの森の戦い)                               | ngày 10 tháng 2 năm 2003  |
| 101 | "Tuyết, sau bảy năm kể từ hôm đó" "Are Kara Shichinen Me no Nagori Yuki" (あれから七年目のなごり雪)                                                             | ngày 17 tháng 2 năm 2003  |
| 102 | "Bộ tộc sói bị tấn công bởi một xác chết" "Bōrei ni Ozowareta Yōrōzoku" (亡霊に襲われた妖狼族)                                                                  | ngày 24 tháng 2 năm 2003  |
| 103 | "Thất Nhân bang hồi sinh" "Yomigaetta Shichinintai" (よみがえった七人隊)                                                                                        | ngày 3 tháng 3 năm 2003   |
| 104 | "Vụ Cốt, độc sứ lén lút" "Shinobiyoru Doku Tsukai Mukotsu" (しのびよる毒使い 霧骨)                                                                              | ngày 3 tháng 10 năm 2003  |
| 105 | "Những trang bị nặng khủng khiếp làm từ chất thép vô hồn"" "Bukimi na Hagane no Jūsōbi" (不気味な鋼の重装備)                                                    | ngày 17 tháng 3 năm 2003  |
| 106 | "NHật Mộ Li, Di Lặc, San Hô trong tình trạng hết sức tồi tệ" "Kagome, Miroku, Sango, Zettai Zetsumei" (かごめ、弥勒、珊瑚、絶体絶命)                            | ngáy 14 tháng 4 năm 2003  |
| 107 | "Lần đầu tiên xuất hiện, dòng lệ của Khuyển Dạ Xoa" "Hajimete Miseru Inuyasha no Namida" (初めてみせる犬夜叉の涙)                                               | ngày 21 tháng 4 năm 2003  |
| 108 | "Bí mật của ánh sáng thuần khiết" "Kegarenaki Hikari no Himitsu" (けがれなき光の秘密)                                                                           | ngày 28 tháng 4 năm 2003  |
| 109 | "Ẩn giấu trong màn sương mù: đường tới đỉnh Bạch Linh sơn" "Kiri ni Kakureta Hakureizan e Mukae" (霧に隠れた白霊山へ向かえ)                                     | ngày 5 tháng 5 năm 2003   |
| 110 | "Thủ lĩnh Thất Nhân bang Man Cốt xuất hiện" "Shichinintai no Shuryō Bankotsu Tōjō" (七人隊の首領 蛮骨登場)                                                      | ngày 12 tháng 5 năm 2003  |

### Mùa 5: tập 111-138
| STT | Tên tập phim | Ngày phát sóng gốc        |
| --- | --- | ------------------------- |
| 111 | "Trận đánh lớn ! Man long đấu với Phong chi thương !" "Gekitotsu! Banryū vs Kaze no Kizu!" (激突！ 蛮竜VS風の傷！)                                | ngày 25 tháng 5 năm 2003  |
| 112 | "Lênh đênh trên mặt hồ: Kết giới của hòn đảo thần thánh" "Komen ni Ukabu Hijiri Jima Kekkai" (湖面に浮かぶ聖島の結界)                             | ngày 26 tháng 5 năm 2003  |
| 113 | "Kim cương chử linh thiêng và sự thần bí của vị Phật sống" "Seinaru Dokko to Sokushinbutsu no Nazo" (聖なる独鈷と即身仏の謎)                      | ngày 2 tháng 6 năm 2003   |
| 114 | "Trận chiến khó khăn của Cương Nha" "Kōga no Kokō Naru Tatakai" (鋼牙の孤高なる戦い)                                                              | ngày 9 tháng 6 năm 2003   |
| 115 | "Bị cám dỗ bởi luồng ánh sáng đen tối" "Suikomareru Kuroi Hikari" (吸い込まれる黒い光)                                                            | ngày 16 tháng 6 năm 2003  |
| 116 | "Bộ mặt thật" "Sarakedasareta Shinjitsu no Kao" (さらけだされた真実の顔)                                                                          | ngày 23 tháng 6 năm 2003  |
| 117 | "Biến mất trong dòng sông lửa" "Honō no Kawa ni Kieta Aitsu" (炎の川に消えたアイツ)                                                               | ngày 30 tháng 6 năm 2003  |
| 118 | "Chỗ tận cùng trong chỗ tận cùng của đỉnh Bạch Linh Sơn" "Hakureizan no Oku no Oku" (白霊山の奥の奥)                                              | ngày 7 tháng 7 năm 2003   |
| 119 | "Ác ý thiêng liêng của Thánh nhân" "Kōgōshii Akui no Seija" (神々しい悪意の聖者)                                                                  | ngày 14 tháng 7 năm 2003  |
| 120 | "Vĩnh biệt: Bài hát cầu siêu cho Xà Cốt" "Sayonara Jakotsu no Chinkonka" (さよなら蛇骨の鎮魂歌)                                                   | ngày 28 tháng 7 năm 2003  |
| 121 | "Quyết đấu ! Tối cường tối hậu Thất Nhân bang" "Kessen! Saikyō Saigo no Shichinintai" (決戦！ 最強最後の七人隊)                                   | ngày 4 tháng 8 năm 2003   |
| 122 | "Sức mạnh của thanh Man Long: Trận tử đấu trên đỉnh Bạch Linh Sơn" "Kyōretsu Banryū Hakureizan no Shitō" (強烈蛮竜 白霊山の死闘)                  | ngày 11 tháng 8 năm 2003  |
| 123 | "Từ bóng tối Nại Lạc sống lại" "Kurayami no Saki ni Shinsei Naraku" (暗闇の先に新生奈落)                                                          | ngày 18 tháng 8 năm 2003  |
| 124 | "Vĩnh biệt, Cát Cánh yêu dấu" "Saraba Itoshiki Kikyō yo" (さらば愛しき桔梗よ)                                                                     | ngày 25 tháng 8 năm 2003  |
| 125 | "Mảng tối trong tâm hồn A Li" "Kagome no Kokoro no Yami" (かごめの心の闇)                                                                         | ngày 9 tháng 1 năm 2003   |
| 126 | "Biến đau thương thành dũng khí" "Kokoro no Itami o Yūki ni Kaero" (心の痛みを勇気にかえろ)                                                       | ngày 8 tháng 9 năm 2003   |
| 127 | "Đừng có nấu ! Đám yêu quái cây khủng khiếp" "Nichadame! Kyōfu no Himono Yōkai" (煮ちゃダメ！ 恐怖の干物妖怪)                                     | ngày 15 tháng 9 năm 2003  |
| 128 | "Đám yêu quái cây và "trận chiến" khốc liệt tại Lễ hội Văn hóa" "Himono Yōkai to Gekitō Bunkasai" (干物妖怪と激闘文化祭)                          | ngày 13 tháng 10 năm 2003 |
| 129 | "Trư Cửu Giới và những cô dâu bị cưỡng đoạt" "Chokyukai to Ryakudatsusareta Hanayome" (猪九戒と略奪された花嫁)                                    | ngày 20 tháng 10 năm 2003 |
| 130 | "Tuyệt chiêu mới của Thất Bảo, Tâm chi thương !" "Hoero Shippō Ōgi Kokoro no Kizu" (吠えろ七宝奥義 心の傷！)                                      | ngày 27 tháng 10 năm 2003 |
| 131 | "Bùa chú của bức tranh Phật Quan Âm" "Kannon Kakejiku Noroi no Wana" (観音掛け軸 呪いの罠)                                                        | ngày 3 tháng 11 năm 2003  |
| 132 | "Lời tỏ tình nguy hiểm nhất đối với Di Lặc pháp sư" "Miroku Hōshi no Mottomo Kiken na Kokuhaku" (弥勒法師の最も危険な告白)                        | ngày 10 tháng 11 năm 2003 |
| 133 | "Khuyển Dạ Xoa đặc biệt: Người phụ nữ thầm yêu Sát Sinh Hoàn (phần đầu)" "Sesshōmaru o Aishita Onna (Zenpen)" (犬夜叉スペシャル 殺生丸を愛した女) | ngày 24 tháng 11 năm 2003 |
| 134 | "Khuyển Dạ Xoa đặc biệt: Người phụ nữ thầm yêu Sát Sinh Hoàn (phần cuối)" "Sesshōmaru o Aishita Onna (Kōhen)" (犬夜叉スペシャル 殺生丸を愛した女) | ngày 24 tháng 11 năm 2003 |
| 135 | "Bữa tiệc cuối cùng của Sự phụ của Di Lặc" "Miroku no Shishō Saigo no Utage" (弥勒の師匠最後の宴)                                                 | ngày 1 tháng 12 năm 2003  |
| 136 | "Yêu quái tàng hình kỳ quái xuất hiện !" "Kaikitōmei Yōkai Arawaru Arawaru!" (怪奇透明妖怪現る現る！)                                             | ngày 8 tháng 12 năm 2003  |
| 137 | "Vị tổ tiên tên là A Li" "Gosenzo-sama no Namae wa Kagome" (ご先祖の名はかごめ)                                                                   | ngày 12 tháng 1 năm 2004  |
| 138 | "Một "núi" yêu quái: cuộc chiến sinh tồn của bộ đôi" "Yōkai Sanga Futari no Sabaibaru" (妖怪山河ふたりのサバイバル)                               | ngày 19 tháng 1 năn 2004  |

### Mùa 6: tập 139-167
| STT | Tên tập phim | Ngày phát sóng gốc       |
| --- | --- | ------------------------ |
| 139 | ""Trận quyết đấu lớn tại thác Thăng Vân" "Shōun no Taki no Dai Kettō" (昇雲の滝の大決闘) | ngày 26 tháng 1 năm 2004 |
| 140 | "Tình yêu vĩnh cửu: Thanh đao Càn Khôn" "Eien no Omoi Kenkon no Naginata" (永遠の思い 乾坤の薙刀)                                                                                                   | ngày 2 tháng 2 năm 2004  |
| 141 | "Giải phóng con ngựa yêu quái Viêm Đế" "Tokihanatareta Yōba Entei" (解き放たれた妖馬炎蹄) | ngày 9 tháng 2 năm 2004  |
| 142 | "Con ngựa chứng Viêm Đế và Bạch Đồng Tử đáng sợ" "Bōsō Entei to Senritsu no Hakudōshi" (暴走炎蹄と戦慄の白童子)                                                                                     | ngày 16 tháng 2 năm 2004 |
| 143 | "Hành trình 3000 dặm đi tìm cha" "Chichi o Tazunete San Senri" (父を訪ねて三千里) | ngày 23 tháng 2 năm 2004 |
| 144 | "Bảo Tiên Quỷ và mảnh ngọc cuối cùng" "Hōsenki to Saigo no Kakera" (宝仙鬼と最後のかけら) | ngày 1 tháng 3 năm 2004  |
| 145 | "Người gác cổng kỳ quặc tại cánh cửa âm phủ" "Ano Yo to no Sakai ni Iyō na Monban" (あの世との境に異様な門番)                                                                                       | ngày 8 tháng 3 năm 2004  |
| 146 | "Công chúa A Tì nóng nảy, chủ nhân của lũ chim quỷ" "Kishōarai Toritsukai Abi-Hime" (気性荒い鳥使い 阿毘姫)                                                                                         | ngày 15 tháng 3 năm 2004 |
| 147 | "Bản tình ca vận mệnh đầy bi kịch (phần đầu)" "Meguriau Mae no Sadame no Koi Uta (Zenpen)" (めぐり逢う前の運命恋歌)                                                                                 | ngày 19 tháng 4 năm 2004 |
| 148 | "Bản tình ca vận mệnh đầy bi kịch (phần cuối)" "Meguriau Mae no Sadame no Koi Uta (Kōhen)" (めぐり逢う前の運命恋歌)                                                                                 | ngày 19 tháng 4 năm 2004 |
| 149 | "Một mũi tên của sự hỗn loạn" "Haran o Yobu Ippon no Ya" (波乱を呼ぶ一本の矢) | ngày 26 tháng 4 năm 2004 |
| 150 | "Luồng ánh sáng kỳ lạ hướng dẫn vị Thánh" "Seija o Michibiku Fushigi na Hikari" (聖者を導く不思議な光)                                                                                              | ngày 3 tháng 5 năm 2004  |
| 151 | "Bản năng chọn lựa của A Li" "Kagome Honnō no Sentaku" (かごめ 本能の選択) | ngày 10 tháng 5 năm 2004 |
| 152 | "Bảo vệ và cướp phá !" "Mamore Soshite Ubaitore!" (守れそして奪い取れ！) | ngày 17 tháng 5 năm 2004 |
| 153 | "Cuộc tái ngộ tàn khốc đầy định mệnh" "Ummei wa Zankoku na Saikai" (運命は残酷な再会) | ngày 24 tháng 5 năm 2004 |
| 154 | "Yêu quái kết nối với thế giới bên kia" "Ano Yo to Tsunagaru Yōkai" (あの世とつながる妖怪) | ngày 31 tháng 5 năm 2004 |
| 155 | "Yêu quái canh giữ mảnh ngọc Tứ Hồn" "Shikon no Kakera o Mamoru Oni" (四魂のかけらを守る鬼) | ngày 7 tháng 6 năm 2004  |
| 156 | "Trận quyết đấu trước ngôi mộ ! Sát Sinh Hoàn giao đấu Khuyển Dạ Xoa !" "Final Battle at the Graveside! Sesshomaru vs. Inuyasha" "Bozen Kessen! Sesshōmaru vs InuYasha" (墓前決戦！ 殺生丸vs犬夜叉) | ngày 14 tháng 6 năm 2004 |
| 157 | "Chọc thủng kết giới Nại Lạc với Kim Cương Thương phá" "Naraku o Tsuranuke Kongōsōha" (奈落を貫け金剛槍破)                                                                                          | ngày 21 tháng 6 năm 2004 |
| 158 | "Cơn bão tàn phá của vô số yêu quái chuột" "Daibōsō Musū no Yūkai Nezumi" (大暴走無数の妖怪ネズミ)                                                                                                  | ngày 5 tháng 7 năm 2004  |
| 159 | "Quyết tâm của Hổ Phách và tình cảm của San Hô" "Kohaku no Ketsui to Sango no Kokoro" (琥珀の決意と珊瑚の心)                                                                                        | ngày 12 tháng 7 năm 2004 |
| 160 | "Anh chàng hung bạo bắt cá hai tay nhưng may mắn" "Shiawase o Yobu Futamata Bōryoku Otoko" (幸せを呼ぶフタマタ暴力男)                                                                               | ngày 26 tháng 7 năm 2004 |
| 161 | "Lỗi lầm trong quá khứ của Di Lặc pháp sư" "Miroku-hōshi Mukashi no Ayamachi" (弥勒法師昔のあやまち)                                                                                                | ngày 2 tháng 8 năm 2004  |
| 162 | "Mãi mãi một lòng với thiếu gia Sát Sinh Hoàn" "Sesshōmaru-sama to Eien ni Issho" (殺生丸様と永遠に一緒)                                                                                            | ngày 9 tháng 8 năm 2004  |
| 163 | "Hổ Phách, San Hô, Vân Mẫu: Bí mật của vườn hoa" "Kohaku Sango Kirara: Himitsu no Hanazono" (琥珀珊瑚雲母 秘密の花園)                                                                               | ngày 23 tháng 8 năm 2004 |
| 164 | "Kẻ thù khó gặm nhất: Thất Bảo bị một con trùng ký sinh" "Saikyō no Teki, Yadori Sanagi Shippō" (最強の敵 宿り蛹七宝)                                                                               | ngày 30 tháng 8 năm 2004 |
| 165 | "Chìa khóa tối thượng để đánh bại Nại Lạc" "Naraku o Taosu Saidai no Tegakari" (奈落を倒す最大の手がかり)                                                                                           | ngày 6 tháng 9 năm 2004  |
| 166 | "Mối liên hệ giữa hai người - Sử dụng những mảnh ngọc Tứ Hồn ! (phần đầu)" "Futari no Kizuna - Shikon no Kakera o Tsukae! Zenpen" (二人の絆 四魂のかけらを使え！ 前編)                              | ngày 9 tháng 18 năm 2004 |
| 167 | "Mối liên hệ giữa hai người - Sử dụng những mảnh ngọc Tứ Hồn ! (phần cuối)" "Futari no Kizuna - Shikon no Kakera o Tsukae! Kōhen" (二人の絆 四魂のかけらを使え！ 後編)                              | ngày 13 tháng 9 năm 2004 |

### Mùa cuối (Inu Yasha The Final Act - Inu Yahsha Kanketsu-hen): tập 1 - 26
| STT  | STT | Tên tập phim                                                                                          | Ngày phát sóng gốc   |
| Tổng | Mùa | Tên tập phim                                                                                          | Ngày phát sóng gốc   |
| ---- | --- | --- | -------------------- |
| 168  | 1   | "Trái tim của Naraku" "Naraku no Shinzō" (奈落の心臓)                                                 | 3 tháng 10 năm 2009  |
| 169  | 2   | "Gió của Kagura" "Kagura no Kaze" (神楽の風)                                                          | 10 tháng 10 năm 2009 |
| 170  | 3   | "Minh Đạo Tàn Nguyệt Phá" "Meido Zangetsuha" (冥道残月破)                                             | 17 tháng 10 năm 2009 |
| 171  | 4   | "Thiết Toái Nha vảy rồng" "Ryūrin no Tessaiga" (竜鱗の鉄砕牙)                                         | 24 tháng 10 năm 2009 |
| 172  | 5   | "Sự thử thách của Yêu Linh Đại Thánh" "Yōrei Taisei no Shiren" (妖霊大聖の試練)                       | 1 tháng 11 năm 2009  |
| 173  | 6   | "Cái chết của Moryoumaru" "Mōryōmaru no Saigo" (魍魎丸の最期)                                         | 7 tháng 11 năm 2009  |
| 174  | 7   | "Linh miếu trên núi Azusa" "Azusayama no Reibyō" (梓山の霊廟)                                         | 14 tháng 11 năm 2009 |
| 175  | 8   | "Giữa những vì sao lấp lánh" "Hoshiboshi Kirameki no Aida ni" (星々きらめきの間に)                    | 21 tháng 11 năm 2009 |
| 176  | 9   | "Sesshoumaru ở trong Minh Đạo" "Meikai no Sesshōmaru" (冥界の殺生丸)                                  | 28 tháng 11 năm 2009 |
| 177  | 10  | "Những bông hoa ướt đẫm trong nỗi u sầu" "Kanashimi ni Nureru Hana" (悲しみに濡れる花)                | 5 tháng 12 năm 2009  |
| 178  | 11  | "Bia mộ của Kanna" "Kanna no Bohyō" (神無の墓標)                                                      | 12 tháng 12 năm 2009 |
| 179  | 12  | "Cảm xúc của Sango và quyết tâm của Miroku" "Sango no Omoi, Miroku no Kakugo" (珊瑚の想い 弥勒の覚悟) | 19 tháng 12 năm 2009 |
| 180  | 13  | "Minh Đạo hoàn chỉnh" "Kanzen na Meidō" (完全な冥道)                                                  | 26 tháng 12 năm 2006 |
| 181  | 14  | "Mưu kế của Naraku" "Naraku no Tsuigeki" (奈落の追撃)                                                 | 4 tháng 1 năm 2010   |
| 182  | 15  | "Người thừa kế đích thực" "Seitōnaru Keishōsha" (正統なる継承者)                                      | 11 tháng 1 năm 2010  |
| 183  | 16  | "Kết giới của Hitomiko" "Hitomiko no kekkai" (瞳子の結界)                                             | 18 tháng 1 năm 2010  |
| 184  | 17  | "Ý niệm xấu xa của Magatsuhi" "Magatsuhi no Janen" (曲霊の邪念)                                       | 25 tháng 1 năm 2010  |
| 185  | 18  | "Sự kiện quan trọng trong cuộc đời" "Jinsei no Ichidaiji" (人生の一大事)                              | 1 tháng 2 năm 2010   |
| 186  | 19  | "Mảnh ngọc của Kohaku" "Kōhaku no Kakera" (琥珀の欠片)                                                | 8 tháng 2 năm 2010   |
| 187  | 20  | "Ngọc Tứ Hồn hoàn chỉnh" "Shikon no Tama ga Kansei suru Toki" (四魂の玉が完成する時)                  | 15 tháng 2 năm 2010  |
| 188  | 21  | "Bên trong Naraku" "Naraku no Tainai e" ( 奈落の体内へ)                                               | 22 tháng 2 năm 2010  |
| 189  | 22  | "Naraku: Bẫy bóng đêm" "Naraku Yami no Wana" (奈落 闇の罠)                                            | 1 tháng 3 năm 2010   |
| 190  | 23  | "Naraku: Bẫy ánh sáng" "Naraku Hikari no Wana" (奈落 光の罠)                                          | 8 tháng 3 năm 2010   |
| 191  | 24  | "Điều ước ngắn ngủi của Naraku" "Naraku Hakanaki Nozomi" (奈落 儚き望み)                              | 15 tháng 3 năm 2010  |
| 192  | 25  | "Cảm giác không thể thấu" "Todokanu Omoi" (届かぬ想い)                                                | 22 tháng 3 năm 2010  |
| 193  | 26  | "Hướng về ngày mai" "Ashita e" (明日へ)                                                               | 29 tháng 3 năm 2010  |

## Inu Yasha phát hành dạng DVD
Vào ngày 16 tháng 4 năm 2007, 12 tập phim Inu Yasha đầu tiên đã được phát hành dưới dạng DVD tại Vương Quốc Anh Ở Mỹ, 5 đợt phim (season) đầu tiên đã được phát hành dưới dạng các bộ đĩa dành cho mỗi season hay các đĩa đơn, sẽ phát hành vào ngày 2 tháng 12 năm 2008.
| Mùa | Tập phim  | Số lượng đĩa | Một số điểm đặc biệt                                                                              | Ngày phát hành           |
| --- | --------- | ------------ | ------------------------------------------------------------------------------------------------- | ------------------------ |
| 1   | 1 - 27    | 5            | - Người mua có thể lựa cho xem lồng tiếng Nhật lẫn tiếng Anh trên cùng đĩa DVD - Phụ đề tiếng Anh | Ngày 7 tháng 9 năm 2004  |
| 2   | 28 - 54   | 5            | - Người mua có thể lựa cho xem lồng tiếng Nhật lẫn tiếng Anh trên cùng đĩa DVD - Phụ đề tiếng Anh | Ngày 8 tháng 11 năm 2005 |
| 3   | 55 - 81   | 5            | - Người mua có thể lựa cho xem lồng tiếng Nhật lẫn tiếng Anh trên cùng đĩa DVD - Phụ đề tiếng Anh | Ngày 12 tháng 9 năm 2006 |
| 4   | 82 - 99   | 4            | - Người mua có thể lựa cho xem lồng tiếng Nhật lẫn tiếng Anh trên cùng đĩa DVD - Phụ đề tiếng Anh | Ngày 4 tháng 9 năm 2007  |
| 5   | 100 - 126 | 5            | - Người mua có thể lựa cho xem lồng tiếng Nhật lẫn tiếng Anh trên cùng đĩa DVD - Phụ đề tiếng Anh | Ngày 29 tháng 7 năm 2008 |

| Mùa | Tập phim | Số lượng đĩa | Một số điểm đặc biệt                                                                              | Ngày phát hành           |
| --- | -------- | ------------ | ------------------------------------------------------------------------------------------------- | ------------------------ |
| 1a  | 1 - 12   | 2            | - Người mua có thể lựa cho xem lồng tiếng Nhật lẫn tiếng Anh trên cùng đĩa DVD - Phụ đề tiếng Anh | Ngày 16 tháng 4 năm 2007 |